# Skjervøy (localidad)
Skjervøy es el centro administrativo del municipio de Skjervøy en la provincia de Troms, Noruega. La localidad se ubica en la isla de Skjervøya en el fiordo de Kvænangen, en la sección del Reisafjorden. Tiene una superficie de 1,25km² y 2341 habitantes, resultando con una densidad de población de 1873 hab/km².

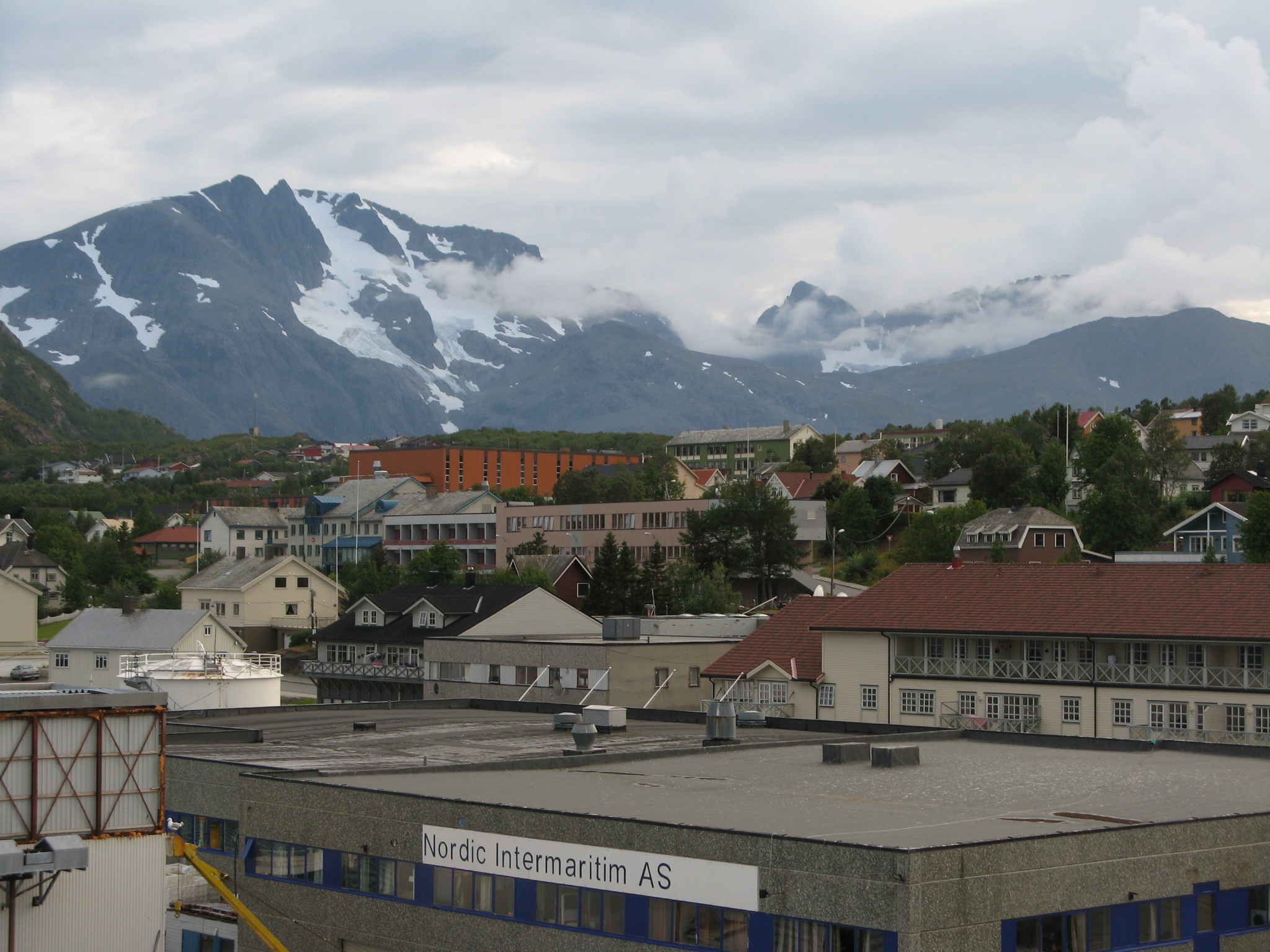
Vista de la localidad

El principal sustento económico es la pesca. Es una de las paradas del Hurtigruten. Es sede de la iglesia de Skjervøy. Las conexiones viales son el puente Skjervøy (que une con la isla de Kågen) y el túnel Maursund (conecta Kågen con el continente).